# Roms pour les Roms
Roms pour les Roms (en serbe : Роми за Рома et Romi za Roma) est une coalition politique serbe destinée à défendre les intérêts des Roms de ce pays. Dirigée par Miloš Paunković, elle a été créée pour les élections législatives serbes de 2008.
Après avoir réuni les 10 000 signatures nécessaires pour participer aux élections, la coalition Roms pour les Roms a présenté une liste de 72 candidats. Elle a recueilli 5 115 voix, soit 0,12 % des suffrages, ce qui ne lui a pas permis d'obtenir de député à l'Assemblée nationale de la république de Serbie.